# فراریت نسبی

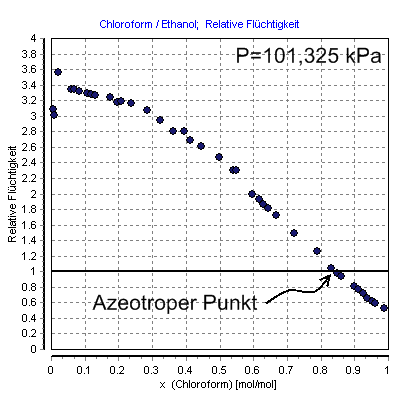
نمودار فراریت نسبی

فراریت نسبی(به انگلیسی: Relative volatility) کمیتی است که برای سنجش میزان تمایل دو ماده در یک مخلوط به تبخیر و تبدیل شدن به فاز بخار به کار می‌رود. این کمیت در طراحی سیستم‌های صنعتی تقطیر بسیار کاربرد دارد. همچنین این کمیت یک کمیت بدون بعد می‌باشد. این کمیت به صورت زیر قابل تعریف است:
{\displaystyle \alpha ={\frac {(y_{i}/x_{i})}{(y_{j}/x_{j})}}=K_{i}/K_{j}}
| که در این رابطه:        |                                                                                |
| {\displaystyle \alpha } | =فراریت نسبی جز فرار تر {\displaystyle i} به فراریت جز سنگین {\displaystyle j} |
| {\displaystyle y_{i}}   | =کسر مولی جز {\displaystyle i} در فاز بخار                                     |
| {\displaystyle x_{i}}   | =کسر مولی جز {\displaystyle i} در فاز مایع                                     |
| {\displaystyle y_{j}}   | =کسر مولی جز {\displaystyle j} در فاز بخار                                     |
| {\displaystyle x_{j}}   | = کسر مولی جز {\displaystyle j} در فاز مایع                                    |
| {\displaystyle (y/x)}   | = {\displaystyle K} این نسبت معمولاً به نام ارزش کی (K value) شناخته می‌شود.     |